# Fransa-Pax FC
Fransa-Pax FC ist ein ehemaliger indischer Fußballverein der National Football League. Wie viele andere indische Fußballclubs kam Fransa-Pax aus dem kleinsten indischen Bundesstaat Goa.
Das Team wurde ursprünglich unter dem Namen "Pax of Nagoa" gegründet und wurde dann in Fransa FC umbenannt. 2005 erfolgte eine weitere Umbenennung in den heutigen Namen Fransa-Pax FC.
Heimspielstätte war das von mehreren Vereinen genutzte Fatorda-Stadion in Margao, das auch unter dem Namen Nehru Stadion bekannt ist und eine Zuschauerkapazität von 35.000 Zuschauern hat.